# Championnat d'Union soviétique de football 1986
Navigation
Saison 1985 Saison 1987
La saison 1986 de Vyschaïa Liga est la 49e édition du Championnat d'URSS de football.
Lors de cette saison, le Dynamo Kiev va tenter de conserver son titre de champion d'URSS face aux 15 meilleurs clubs soviétiques lors d'une série de matchs aller-retour se déroulant sur toute l'année. 
Cinq places sont qualificatives pour les compétitions européennes, la sixième place étant celle du vainqueur de la Coupe d'URSS 1986-1987.

## Qualifications en coupe d'Europe
À l'issue de la saison, le champion participera à la Coupe des clubs champions 1987-1988.
Le vainqueur de la Coupe d'URSS 1986-1987 participera à la Coupe des coupes 1987-1988, si ce club est le champion, alors le finaliste de la coupe le remplacera.
Les quatre places pour la Coupe UEFA 1987-1988 sont attribuées aux deuxième, troisième, quatrième et cinquième du championnat si ceux-ci ne sont pas les vainqueurs de la coupe, si c'est effectivement le cas la place reviendra au sixième.

## Clubs participants

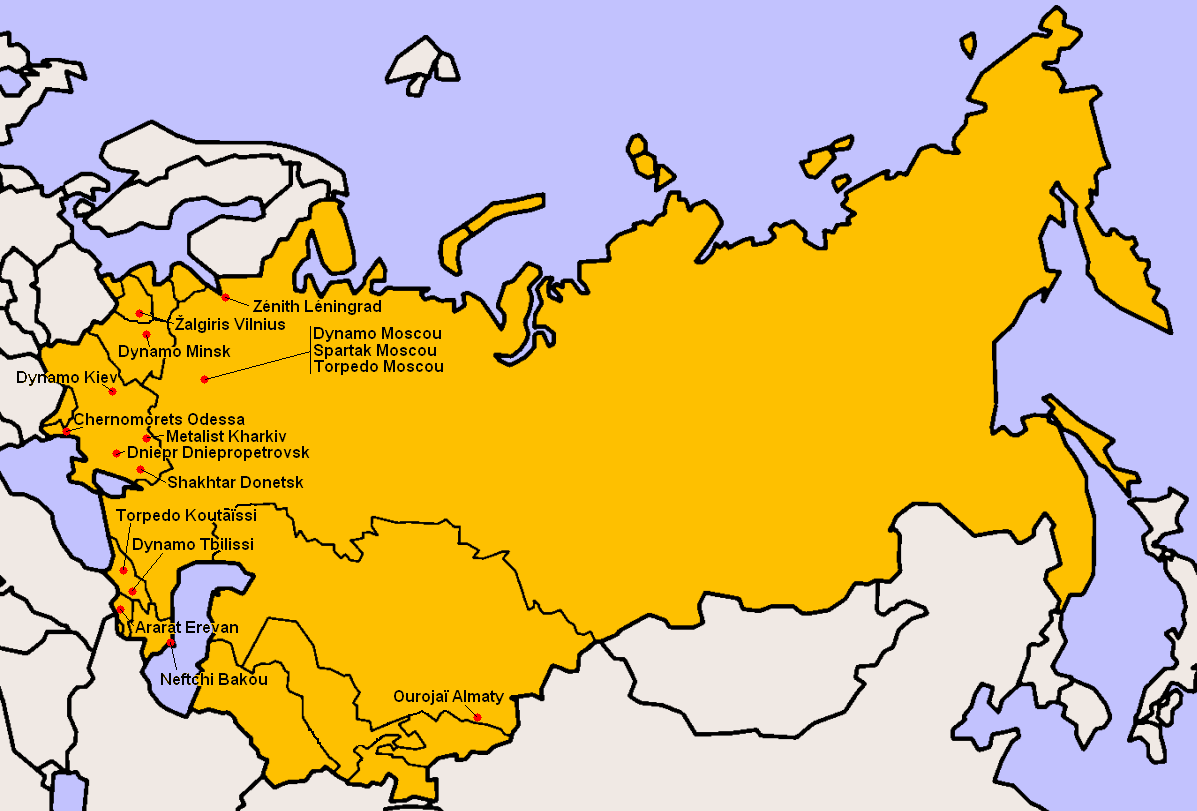
Localisation des clubs engagés dans le championnat.

Légende des couleurs
- Premier tour de la Coupe des clubs champions 1986-1987
- Premier tour de la Coupe des coupes 1986-1987
- Premier tour de la Coupe UEFA 1986-1987
- Promu de deuxième division

| Club                   | Présent depuis | Classement 1985 | Entraîneur                  | Stade                 | Capacité |
| ---------------------- | -------------- | --------------- | --------------------------- | --------------------- | -------- |
| Dynamo Kiev            | 1936           | 1er             | Valeri Lobanovski           | Stade républicain     | 83 450   |
| Spartak Moscou         | 1978           | 2e              | Konstantin Beskov           | Stade central Lénine  | 84 745   |
| Dniepr Dniepropetrovsk | 1981           | 3e              | Volodymyr Iemets (uk)       | Stade Meteor          | 26 400   |
| Dinamo Minsk           | 1979           | 4e              | Ivan Sabostikov (ru)        | Stade Dinamo          | 41 100   |
| Torpedo Moscou         | 1938           | 5e              | Valentin Ivanov             | Stade Torpedo         | 16 000   |
| Zénith Léningrad       | 1938           | 6e              | Pavel Sadyrine              | Stade Kirov           | 72 000   |
| Žalgiris Vilnius       | 1983           | 7e              | Benjaminas Zelkevičius (en) | Stade Žalgiris (en)   | 15 000   |
| Dinamo Tbilissi        | 1936           | 8e              | Nodar Akhalkatsi            | Stade Lénine-Dinamo   | 55 000   |
| Kaïrat Almaty          | 1984           | 9e              | Timour Seguizbaïev (ru)     | Stade central         | 26 300   |
| Metallist Kharkov      | 1982           | 10e             | Yevhen Lemeshko (en)        | Stade Metallist       | 28 000   |
| Torpedo Koutaïssi      | 1985           | 11e             | Givi Nodia                  | Stade central         | 19 400   |
| Chakhtior Donetsk      | 1973           | 12e             | Oleh Bazylevych (en)        | Stade Chakhtior       | 31 800   |
| Ararat Erevan          | 1966           | 13e             | Arkadi Andreasyan           | Stade Hrazdan         | 69 000   |
| Dinamo Moscou          | 1936           | 14e             | Eduard Malofeev             | Stade Dinamo          | 36 540   |
| Tchernomorets Odessa   | 1974           | 15e             | Viktor Prokopenko           | Stade central         | 30 800   |
| Neftchi Bakou          | 1977           | 16e             | Ruslan Abdullayev (az)      | Stade Vladimir Lénine | 30 000   |

### Changements d'entraîneurs
| Club          | Entraîneur partant        | Date de départ | Entraîneur arrivant     | Date d'arrivée |
| ------------- | ------------------------- | -------------- | ----------------------- | -------------- |
| Kaïrat Almaty | Leonid Ostrouchko (ru)    | mai 1986       | Timour Seguizbaïev (ru) | juin 1986      |
| Ararat Erevan | Leonid Zakharov           | juin 1986      | Arkadi Andreasyan       | juillet 1986   |
| Dinamo Minsk  | Beniamin Arzamastsev (ru) | juin 1986      | Ivan Sabostikov (ru)    | juillet 1986   |

## Compétition

### Classement
En application de la Loi des 10 nuls, le Dniepr Dniepropetrovsk et le Neftchi Bakou se voient retirer deux points pour avoir effectué 12 nuls dans la saison. Le Torpedo Moscou et le Dynamo Moscou se voient eux retirer un point pour les 11 nuls effectués dans la saison. Une exception est faite cette saison-là pour le Dynamo Kiev.